# Hollywood Rose
Gli Hollywood Rose sono stati un gruppo hair metal statunitense, formato nel 1983 ad Hollywood, Los Angeles, California.
Il gruppo è meglio noto per aver rappresentato la fase embrionale dei Guns N' Roses. Infatti, dopo lo scioglimento di questa formazione, alcuni componenti, assieme ad alcuni membri degli L.A. Guns, diedero alla luce i Guns N' Roses. Il nome della celebre band derivava dalla sovrapposizione dei nomi dei due gruppi precedenti. Alcuni brani composti da questa formazione vennero poi ripresi dai Guns N'Roses.

## Storia
Gli Hollywood Rose si formarono a Hollywood attorno al 1983, in origine con il nome di A.X.L.. La prima incarnazione del gruppo prevedeva il cantante originario dell'Indiana William Bruce Bailey (più tardi meglio noto come Axl Rose), uscente dalla prima incarnazione degli L.A. Guns, il chitarrista Jeff Isbell (Izzy Stradlin), ed il nativo di Los Angeles Chris Weber. A completare la formazione furono Johnny Kreis alla batteria, Rick Mars, e successivamente Andre Roxx al basso. Il gruppo decise di cambiare nome dapprima in Rose e in seguito nel titolo definitivo Hollywood Rose.
Nel gennaio 1984, questa formazione incise alcune demo grazie ad un prestito di denaro da parte del padre di Chris, Richard Weber. Durante questo stesso anno, suonarono alcuni show attorno ai locali del circuito di Hollywood. L'ultimo concerto di questa formazione fu da spalla agli Stryper presso il locale Music Machine. Nella lista dei gruppi che si esibirono durante quell'evento, comparivano anche i Black Sheep, band dove all'epoca militava Slash (musicista che qualche mese prima aveva suonato nei London per qualche settimana). Fu proprio durante quell'evento che Axl e Slash si conobbero. Questa formazione degli Hollywood Rose si sciolse subito dopo quel concerto. A seguito dello scioglimento, Izzy entrò nei London, proprio la stessa band in cui aveva militato Slash qualche mese prima.
Nel giugno dello stesso anno, gli Hollywood Rose si ripresentarono con una nuova formazione: Axl, Steven Darrow, Slash, e Steven Adler (Adler aveva suonato in precedenza con Slash nei Road Crew). Il 16 giugno 1984, questa incarnazione della band si esibì al Madame Wong's West; era la prima volta che Axl suonava uno show con Slash e Adler. Questa formazione rimase unita tra giugno e agosto, suonando una serie di date nei locali della zona. Proprio in agosto Steve Darrow venne sostituito da un musicista accreditato come "Snake" per un breve periodo, fino allo scioglimento. Infatti tra l'agosto e il settembre del 1984, i membri degli Hollywood Rose intrapresero strade separate: Slash in settembre suonò ad un'audizione per i Poison ma senza ottenere il ruolo (il suo posto verrà occupato da C.C. DeVille); mentre Axl tornò negli L.A. Guns, all'epoca composti da Tracii Guns, Ole Beich e Rob Gardner, con cui si esibì nell'ottobre di quell'anno in qualche data al locale Troubadour.
Tuttavia gli Hollywood Rose vennero riformati qualche mese dopo da Rose, in occasione di un concerto per l'evento di capodanno 84/85 al locale "Dancing Waters Club" di San Pedro (CA). Questa nuova formazione in realtà includeva alcuni componenti degli L.A. Guns, ed altri dei vecchi Hollywood Rose: subentrarono Rob Gardner alla batteria e Steve Darrow al basso, mentre non è ben chiaro se durante questo evento figurasse Weber o Guns alla chitarra. Più tardi Chris Weber decise di abbandonare il gruppo e partire per New York, e fu poi sostituito da Tracii Guns.

### L'inizio dei GNR
Poco dopo subentrò nella band anche Ole Beich al posto di Darrow, ma ormai il progetto Hollywood Rose era praticamente terminato. Questa nuova formazione di fatto includeva, come era già accaduto durante il passato capodanno, alcuni membri degli L.A. Guns (Guns, Gardner e Beich) ed alcuni degli Hollywood Rose (Axl e Izzy); fu proprio questo fatto che diede ispirazione ai membri per la creazione del nuovo nome per la band, i Guns N' Roses, titolo nato appunto dalla sovrapposizione dei nomi delle due vecchie formazioni.
La band debuttò per la prima volta il 26 marzo 1985 al club Troubadour di Hollywood.

### Tempi recenti
Gli Hollywood Rose, nel breve periodo di attività non produssero nessun album, ma solo alcune demo registrate nel gennaio '84 con la formazione composta da Axl, Izzy, Chris Weber, Johnny Kreis, mentre non è chiaro se il bassista fosse stato assente, o semplicemente non accreditato. Alcuni dei brani contenuti in questa demo vennero poi ri-registrati successivamente dai Guns N'Roses e inseriti nei loro album ("Anything Goes", "Shadow Of Your Love" e "Reckless Life"). Queste demo, uniche incisioni della band, 20 anni dopo vennero racchiuse nell'album raccolta The Roots of Guns N' Roses (2004), pubblicato per la Cleopatra Records.
Curiosamente, anche il pezzo dei Guns n' Roses "Move to the City", apparso negli album G N' R Lies e Live ?!*@ Like a Suicide, venne scritto da Weber assieme a Stradlin. Tuttavia non è chiaro se questo brano era appartenuto in origine agli Hollywood Rose e poi ripreso dai GNR, oppure proposto per la prima volta da questi ultimi, dato che non esistono registrazioni di questo da parte degli Hollywood Rose.
Lo stesso mese della pubblicazione di questa raccolta, Rose, Slash e McKagan fecero causa all'etichetta per impedire la pubblicazione dell'album, soprattutto perché nel titolo veniva citato il nome dei Guns N' Roses. Nel mese di novembre del 2004 ed aprile 2005, la corte reagì a favore della Cleopatra e contro Rose. Per concludere, in maggio, il giudice Gary Allen Feess, del distretto della California, ricevette da parte della Cleopatra Records la richiesta di un risarcimento di 24.176,38 dollari.

## Formazione

### Ultima
- Axl Rose - voce (1983-1984, 1985)
- Tracii Guns - chitarra (1985)
- Izzy Stradlin - chitarra (1983-1984, 1985)
- Steve Darrow - basso (1983-1984, 1985)
- Rob Gardner - batteria (1985)

### Ex componenti
- Chris Weber - chitarra (1983-1984, 1985)
- Slash - chitarra (1984)
- Rick Mars - basso (1983)
- Andre Troxx - basso (1983)
- Johnny Kreis - batteria (1983-1984)
- Steven Adler - batteria (1984)

## Discografia
- 2004 - The Roots of Guns N' Roses
- 2007 - Dopesnake